# Бърхово
Бърхово или Берисчен (на гръцки: Κόκκινα, Кокина, с варианти Κόκκινο, Кокино и Κοκκινιά, Кокиния, до 1927 година, Μπούρχοβο, Бурхово, катаревуса Μπούρχοβον, Бурховон) е обезлюдено село в Република Гърция, разположено на територията на дем Драма в област Източна Македония и Тракия.

## География
Бърхово се намира на югозападните склонове на Родопите и попада в историко-географската област Чеч. Съседните му села са Осеница, Ловчища, Глум, Граждел и Владиково. Разположено е на 3 km източно от Осеница.

## История

### В Османската империя
В съкратен регистър на санджаците Паша, Кюстендил, Вълчитрън, Призрен, Аладжа хисар, Херск, Изворник и Босна от 1530 година са регистрирани броят на мюсюлманите и немюсюлманите в населените места. Регистрирано е и село Бърхово (Бархова) с мюсюлмани: 8 домакинства, неженени - 5; немюсюлмани: 16. В подробен регистър на санджака Паша от 1569-70 година е отразено данъкоплатното население на Бърхово както следва: мюсюлмани - 34 семейства и 64 неженени. В подробен регистър за събирането на данъка авариз от казата Неврокоп за 1723 година от село Бърхово (Борхова) са зачислени 17 мюсюлмански домакинства.
В XIX век Бърхово е мюсюлманско село в Неврокопска каза на Османската империя. В „Етнография на вилаетите Адрианопол, Монастир и Салоника“, издадена в Константинопол в 1878 година и отразяваща статистиката на населението от 1873 година, Бърхово (Barhovo) е посочено като село с 24 домакинства и 60 жители помаци. Според Стефан Веркович към края на XIX век Бърхово (Бархово) има помашко мъжко население 85 души, което живее в 24 къщи.
Съгласно статистиката на Васил Кънчов („Македония. Етнография и статистика“) към 1900 година в Бархово (Берисченъ) е живеят 220 българи мохамедани.

### В Гърция
През Балканската война в 1912 година в селото влизат български части. По данни на Българската православна църква, към края на 1912 и началото на 1913 година в Бърхово живеят 64 семейства или общо 325 души.
След Междусъюзническата война в 1913 година селото попада в Гърция. Според гръцката статистика, през 1913 година в Бърхово (Μπούρχοβον) живеят 283 души.
През 1923 година селото е обезлюдено, тъй като жителите му са изселени в Турция. На тяхно място са заселени гърци бежанци от Турция. През 1927 година името на селото е сменено от Бурхово (Μπούρχοβο) на Кокина (Κόκκινα). През 1928 година в Бърхово има 25 гръцки семейства с 67 души - бежанци.
Селото е отново обезлюдено в периода 1940-1949 година по време на Втората световна война или по време на Гражданската война в Гърция.
| Година    | 1913 | 1920 | 1928 | 1940 | 1951 | 1961 | 1971 | 1981 | 1991 | 2001 | 2011 | 2021 |
| --------- | ---- | ---- | ---- | ---- | ---- | ---- | ---- | ---- | ---- | ---- | ---- | ---- |
| Население | 139  | 226  | 226  | 91   |      |      |      |      |      |      |      |      |